# Echinocactus platyacanthus
Espèce
Statut de conservation UICN

 NT  : Quasi menacé
Statut CITES
Echinocactus platyacanthus est une espèce de plantes à fleurs de la famille des Cactaceae (les cactus) originaire du centre du Mexique.
La plante, en forme de tonneau fait 0,5 à 3 m de haut et 0,4 à 0,8 m de diamètre.